# Bystrzanka (dopływ Ropy)
Bystrzanka – potok, lewobrzeżny dopływ Ropy.
Źródło potoku znajduje się na wysokości 495 m na zalesionym stoku w rozległym masywie Maślana Góra, na północno-zachodnim krańcu Beskidu Niskiego. Bystrzanka jest potokiem górskim o długości 7,1 km i średnim spadku w korycie 26‰. Koryto cieku przy ujściu ma szerokość około 2 m. Potok bierze początek we południowo-wschodnim krańcu Bieśnika, przepływa przez Bystrą i na obszarze Szymbarku uchodzi do Ropy.
Zlewnia Bystrzanki, o powierzchni 13 km², położona jest w dorzeczu górnej Wisły. Obszar zlewni leży między szczytami Jelenią Górą, Maślaną Górą, Zieloną Górą, Buczem, Działem i Taborówką, na granicy Beskidów i Pogórza Karpackiego. Średnia wysokość zlewni wynosi 467 m, a średnie nachylenie stoków – 9,6°. Zlewnię zasila 15 sklasyfikowanych dopływów o łącznej długości 19 km, najdłuższy z nich (Gerucha) ma długość 3,1 km.
W Szymbarku znajduje się Stacja Badawcza im. Eugeniusza Gila Instytutu Geografii i Przestrzennego Zagospodarowania im. Stanisława Leszczyckiego Polskiej Akademii Nauk. Zlewnia Bystrzanki od 1994 roku objęta jest ogólnopolskim Zintegrowanym Monitoringiem Środowiska Przyrodniczego. W 2021 roku jakość wód płynących w klasyfikacji elementów fizykochemicznych była dobra, skład chemiczny również dobry. Woda posiada wodorowęglanowo-siarczanowo-wapniowych typ hydrochemiczny, o odczynie obojętnym (pH 7,55). Na podstawie wskaźników MIR i RHS stan geoekologiczny zlewni Bystrzanka zakwalifikowany został do umiarkowanego (3 klasa).
Prawie 53% długości koryta Bystrzanki i 64% jej zlewni znajduje się na obszarze Południowomałopolskiego Obszaru Chronionego Krajobrazu. W latach 2019–2021 w Bystrzance w pobliżu dawnego dworu rodziny Groblewskich w Bystrej żyło kilka bobrów.